# وینیا دل مار
بینیا دل مار (به اسپانیایی: Viña del Mar) یک شهر و شهرداری در شیلی است که در استان والپارایزو واقع شده‌است.

## خصوصیات
بینیا دل مار ۱۲۱٫۶ کیلومترمربع مساحت و ۳۲۴٬۸۳۶ نفر جمعیت دارد و ۲ متر بالاتر از سطح دریا واقع شده‌است.

## خواهرخوانده
شهرهای مار دل پلاتا، گوانگ‌ژو و سائوسالیتو، کالیفرنیا خواهرخوانده‌های بینیا دل مار هستند.